# بن فوستر

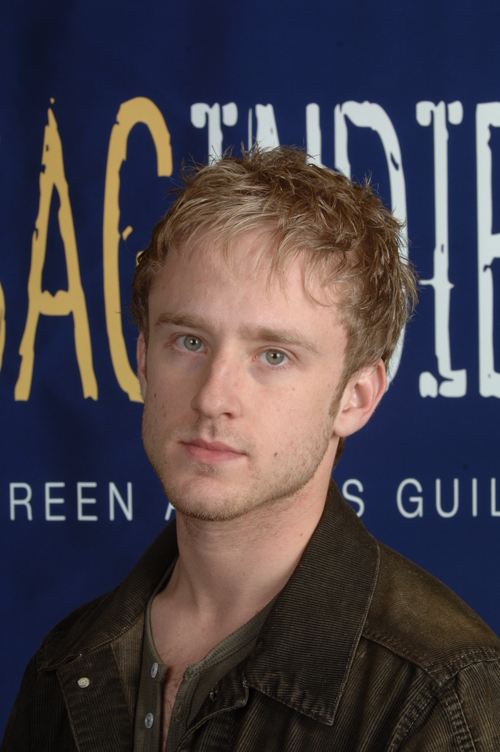
بن فوستر

بن فوستر (بالإنجليزية: Ben Foster)‏ هو ممثل أمريكي ولد في مدينة بوسطن بولاية ماستشوستس في 29 أكتوبر عام 1980. انتقل إلى فيرفيلد بأيوا حيث كان هناك أربعة مسارح. الانتقال كان بسبب حريق نشب ببيت عائلته حينما كان يبلغ من العمر أربعة سنوات. له أخ ممثل هو جون فوستر يصغره بأربع سنوات الذي تنازل له عن دوره في فيلم Door in the Floor، والده ستيفن فوستر يمتلك عدة مطاعم ووالدته جيليان. بدأت رغبته في التمثيل مبكرا، قام بن بعمل مسرحية اسمها «أنت رجل جيد يا تشارلي براون» مثل فيها الدور الرئيسي وقام بتأليفها وإخراجها وهو في الثانية عشر، حصل العرض على الجائزة الثانية في المسابقة الدولية. في سن السادسة عشر، ترك بن المدرسة الثانوية وانتقل إلى لوس انجيلوس ليؤدي دور البطولة في مسلسل ديزني «فلاش فوروورد» للاطفال.
أول دور سينمائي له كان دور صغير في فيلم Kounterfeit عام 1997، تبعها ذلك الظهور في عدة أفلام ذي الإنتاج التليفزيوني إلى أن جاء دوره في فيلم Liberty Heights عام 1999 حيث شارك ادريان برودي البطولة بادائه لدور مراهق يهودي ثائر ارتكب علاقة محرمة مع فتاة زنجية في الخمسينيات. وفي عام 2001 قام بأول بطولة مطلقة له في فيلم Get Over It.

## روابط خارجية
- بن فوستر على موقع IMDb (الإنجليزية)
- بن فوستر على موقع روتن توميتوز (الإنجليزية)
- بن فوستر على موقع ألو سيني (الفرنسية)
- بن فوستر على موقع أول موفي (الإنجليزية)
- بن فوستر على موقع بوكس أوفيس موجو (الإنجليزية)
- بن فوستر على موقع قاعدة بيانات برودواي على الإنترنت (الإنجليزية)
- بن فوستر على موقع قاعدة بيانات الأفلام السويدية (السويدية)
- بن فوستر على موقع إن إن دي بي (الإنجليزية)
- بن فوستر على موقع قاعدة بيانات الفيلم (الإنجليزية)
- بن فوستر على موقع كينوبويسك (الروسية)